# 66º Reggimento fanteria aeromobile "Trieste"
Il 66º Reggimento fanteria aeromobile "Trieste" è un reparto di fanteria aeromobile, l'unico, dell'Esercito Italiano; ha sede a Forlì. Riprende le tradizioni del 66º Reggimento fanteria "Trieste"  del Regio Esercito. È inquadrato nella Brigata Aeromobile "Friuli". I suoi assetti in teatro operativo dipendono dai Comandi deputati al Personnel recovery.
Dal 18 settembre 2024 il reggimento è sotto il comando del colonnello Giordano Gemma.

## Storia

### Le origini
Il 66º Reggimento fanteria "Trieste" trae le sue origini dal 66º Reggimento fanteria costituitosi nel 1862 ed inquadrato nella Brigata "Valtellina" ed ha il suo battesimo del fuoco nel 1866 durante la Terza Guerra d'Indipendenza, nella battaglia di Custoza.

### Nella prima guerra mondiale
Partecipa alla prima guerra mondiale combattendo sul fronte Giulio, a Cima Tre Pozzi, in Val d'Assa e meritando, come tutta la fanteria italiana, la Croce di Cavaliere dell'Ordine Militare d'Italia.

### Nella seconda guerra mondiale
Nel 1926 prende il nome di 66º Reggimento Fanteria "Valtellina".

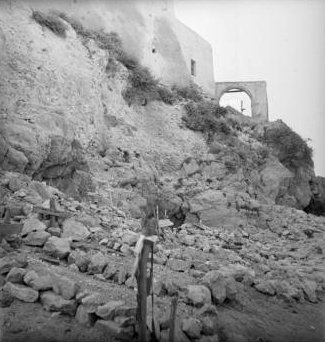
Takrouna durante la Seconda Guerra Mondiale

Dopo essere stato inquadrato nella 101ª Divisione motorizzata "Trieste", il Reggimento, il 4 aprile 1939 cambia nome in 66º Reggimento Fanteria "Trieste" partecipando alla seconda guerra mondiale, dove prese parte alla campagna in Africa settentrionale, prima combattendo al fianco della 132ª Divisione corazzata "Ariete" per buona parte della campagna e poi contendendo il terreno all'8ª armata britannica da El Alamein alla Tunisia dove, durante la battaglia di Takrouna, il 1º Battaglione al comando del Capitano Mario Leonida Politi, si ricoprì di gloria tenendo in scacco una divisione nemica per diversi giorni e cedendo solo dopo aver terminato le munizioni,.
Infine il 13 maggio 1943 sulla linea del Mareth, in Tunisia, il reggimento viene sciolto, per eventi bellici.

### La ricostituzione nel dopoguerra
Il 1º ottobre 1975 il 66º Reggimento fanteria "Trieste" venne ricostituito a Forlì come 66º battaglione meccanizzato "Valtellina", in seguito alla ridenominazione del 2º battaglione del 40º reggimento fanteria "Bologna" e venne inquadrato nella Brigata meccanizzata "Trieste" con sede a Bologna, inquadrata a sua volta nella Divisione meccanizzata "Folgore".

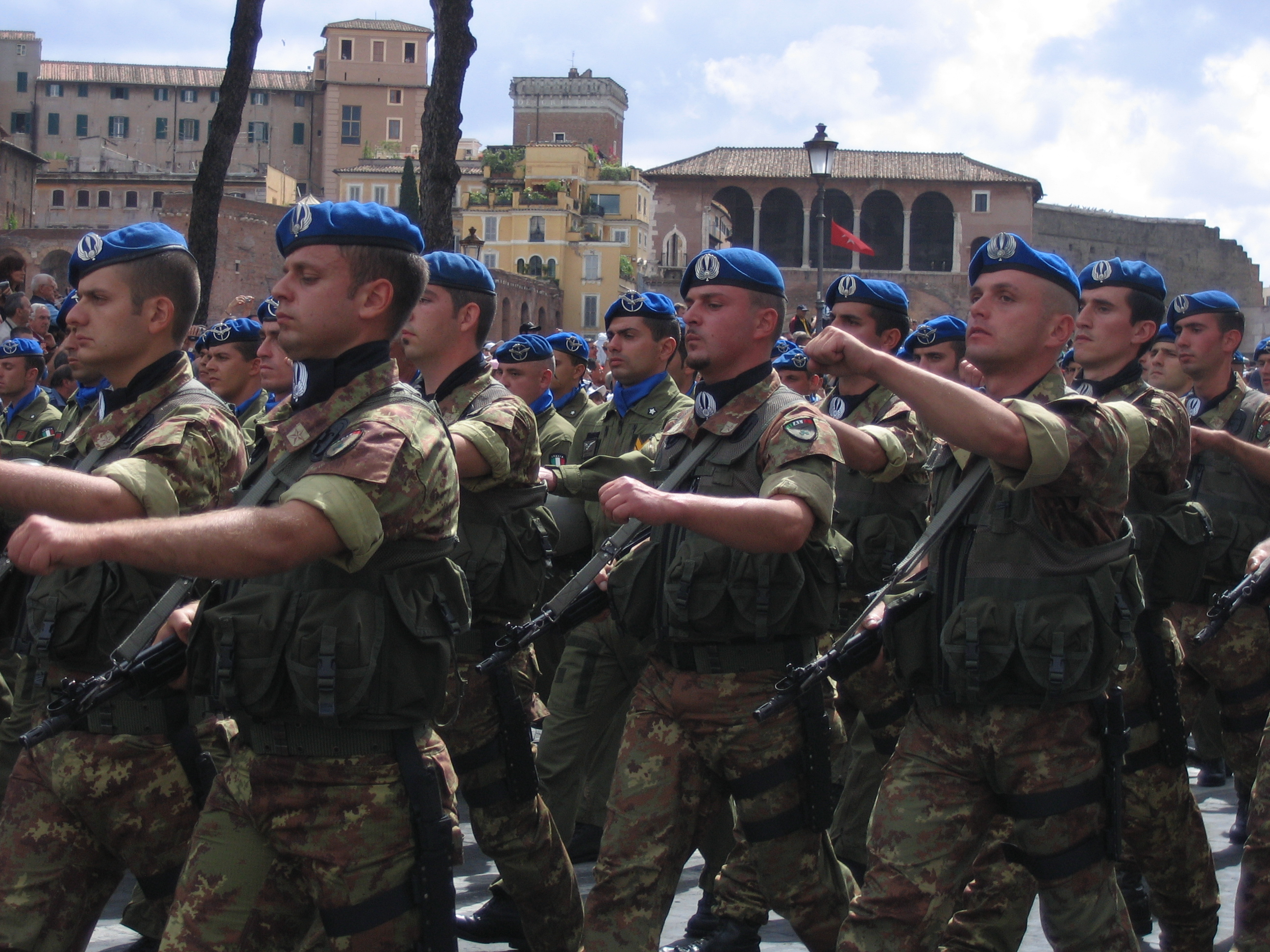
66º Reggimento fanteria aeromobile "Trieste" in sfilata per la Festa della Repubblica italiana il 2 giugno 2007 a Roma

Nel 1980 in occasione del terremoto che colpì le popolazioni della Campania, il battaglione intervenne in soccorso delle popolazioni terremotate in provincia di Salerno, meritando la medaglia di bronzo al valore dell'esercito e nel 1983 è impiegato in Libano con il contingente ITALCON.
Dopo lo scioglimento della Divisione "Folgore" avvenuto nel 1986, la Brigata "Trieste" venne a sua volta sciolta nel 1991 per lasciare il posto alla Brigata "Friuli" che trasferì il suo comando da Firenze a Bologna, inglobando il 66° Valtellina.
Nel 1992 il battaglione prende parte all'Operazione "Vespri" e l'anno successivo cambiò fisionomia organica, passando dall'ordinamento di battaglione a quello reggimentale, assumendo la denominazione di 66º Reggimento fanteria meccanizzata "Trieste". Da agosto 1993 a marzo 1994 il reparto ha preso parte all'Operazione "IBIS" in Somalia, registrando il 6 febbraio 1994 la perdita del Tenente Giulio Ruzzi, caduto a Balad, vittima di un'imboscata di banditi somali.
Negli anni seguenti il reggimento è stato spesso impegnato nelle missioni nei Balcani impiegato in più riprese nelle operazioni Joint Guard in Bosnia ed Erzegovina e Joint Guardian in Kosovo.

### Reggimento aeromobile
Nel 2000 con la riconfigurazione della Brigata da brigata meccanizzata a Brigata aeromobile il reggimento venne trasformato in reggimento di fanteria aeromobile, affrontando un impegnativo ciclo addestrativo per passare alla nuova configurazione, riconfigurazione completata nel 2004.
Nel febbraio 2012 aliquote di personale e mezzi del Reggimento si sono mobilitate per l'emergenza maltempo e sono intervenuti a Forlì e Cesena e presso i comuni di Meldola, Predappio e la sua frazione di Fiumana.
Madrina del reggimento è la signora Adele Marchetti, vedova del generale Mario Leonida Politi, l'eroe di Takrouna.
Il battaglione aeromobile è la pedina operativa dell'unità. Con il supporto dell'aviazione dell'Esercito opera per garantire la funzione di Personnel Recovery (recupero del personale isolato) nelle missioni militari italiane all'estero.

## Struttura
- Comando di Reggimento
  - Compagnia Comando e Supporto Logistico "Takrouna"
  - 1º Battaglione Aeromobile
    - 1ª Compagnia Aeromobile "Cobra"
    - 2ª Compagnia Aeromobile "Beirut"
    - 3ª Compagnia Aeromobile "Aquile"
    - Compagnia Supporto alla manovra Aeromobile "Diavoli"

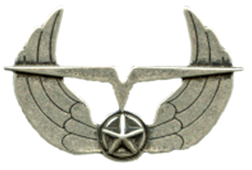
Brevetto aeromobilità

## Stemma
Scudo Inquartato in croce di S. Andrea: nel primo di rosso a due sciabole d'argento in decusse - quella di destra a lama diritta - sormontate da un listello d'argento con la scritta "Custoza"; nel secondo d'azzurro a due spade manicate d'oro decussate e ridecussate con due rami di palma al naturale; il tutto sormontato da un giglio d'oro (Sondrio); nel terzo d'oro all'aquila dal volo spiegato di nero, tenente nell'artiglio destro uno scudetto ovale di rosso alla croce d'argento, posto in banda, e, con il sinistro, uno scudetto pure ovale d'argento in sbarra, alla fascia dello stesso con il motto "LIBERTAS" di nero (Forlì); nel quarto d'azzurro al silfio d'oro reciso di Cirenaica. Il tutto abbassato al capo d'oro.
Corona turrita.
Ornamenti esteriori:
lista bifida: d'oro, svolazzante, collocata sotto la punta dello scudo, incurvata con la concavità rivolta verso l'alto, riportante il motto: "OSANDO VINCO"
onorificenza: accollata alla punta dello scudo con l'insegna dell'Ordine Militare d'Italia pendente al centro del nastro con i colori della stessa.
nastri rappresentativi delle ricompense al Valore:

## Insegne e Simboli

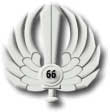

- Il Reggimento indossava il fregio della Ex Divisione Folgore (composto da due ali con al centro un gladio rivolto in alto sopra al guardamano il cerchio con il numero "66").
- Le mostrine del reggimento sono rettangolari di colore bianco e listate verticalmente di nero nella metà bassa. Nella metà alta su sfondo azzurro vi è un'ala (Destra sulla mostrina dx e sinistra sulla mostrina sx) con davanti un gladio. Alla base della mostrina si trova la stella argentata a 5 punte bordata di nero, simbolo delle forze armate italiane.
- Le mostrine storiche sono rettangolari di colore bianco e listate verticalmente di nero. Alla base della mostrina si trova la stella argentata a 5 punte bordata di nero, simbolo delle forze armate italiane.

## Persone legate al Reggimento
Fabrizio Castagnetti, già Comandante del Reggimento.